# Merari
Merari ist ein biblischer Personenname.

## Etymologie
Der Name Merari, hebräisch מְרָרִי mərārî geht vermutlich auf die Wurzel *MRR „segnen“ zurück.
Die Septuaginta gibt den Namen mit Μεραρι Merari bzw. Μεραρει Merarei wieder, Josephus schreibt Μαραιρος Marairos.

## Tanach
Im Pentateuch ist Merari der jüngste Sohn Levis und Stammvater der Merariter.

### Merari
An mehreren Stellen wird Merari als dritter und jüngster Sohn Levis genannt (so z. B. Gen 46,11  und Ex 6,16 ). Seine Brüder heißen Gerschon und Kehat, seine Schwester Jochebed (Num 26,59 ). Die Söhne Meraris sind nach Ex 6,19  Machli und Muschi. Merari ist nach Num 3,33  der Stammvater der Merariter, von seinen Söhnen stammen die Machliter und die Muschiter ab.

### Merariter
Die Merariter sind neben den Gersonitern und Kehatitern eine der drei Familien des Stammes Levi.
Als Leviten haben die Merariter Dienst am Offenbarungszelt zu verrichten. In der Lagerordnung wird ihnen das Gebiet nördlich der Stiftshütte zugeteilt. Gemeinsam mit den Gersonitern sind sie für das Heiligtum insgesamt mit seinen Höfen verantwortlich. Als konkrete Aufgaben nennt Num 3,36 f  die „Sorge für die Bretter der Wohnung, ihre Querlatten, Säulen und Sockel, ihre Geräte und alles, was zu diesem Dienst gehörte, ferner für die Säulen des Vorhofs ringsum, ihre Sockel, ihre Zeltpflöcke und Stricke.“ Dabei standen sie unter der Leitung Itamars.
Nach Num 3,34  beträgt die Anzahl der männlichen Merariter, die älter als einen Monat waren 6200, nach Num 4,43 f  waren davon 3200 im wehrfähigen Alter (zwischen 30 und 50 Jahren). Von den Weihegaben der Stammesführer zur Einweihung des Offenbarungszeltes erhalten die Merariter nach Num 7,8  zur Erfüllung ihrer Aufgaben vier Wagen und acht Rinder.
Im Land Kanaan erhalten die Leviten keinen eigenen Landbesitz. Stattdessen werden ihnen Städte zugewiesen, in denen sie wohnen können. Die Merariter erhalten nach Jos 21,34–39  je vier Städte von den Stämmen Ruben (Bezer, Jahaz, Kedemot, Mefaat), Gad (die Asylstadt Ramot-Gilead, Mahanajim, Heschbon, Jaser) und Sebulon (Jokneam, Karta, Dimna, Nahalal).
Mehr als die Hälfte der Nennungen von Meraritern im Tanach findet sich im Buch der Chronik. Demnach waren sie beispielsweise Schreiber, Aufseher, Türhüter und Tempelmusiker (2 Chr 34,12 ). Möglicherweise gehörten Merariter beim Zweiten Tempel in Jerusalem zum levitischen Kultpersonal.

## Hellenistisches Judentum
Im deuterokanonischen Buch Judit heißt der Vater der Hauptperson Judit Merari (Jdt 8,1  und 16,6 ). Ihr Stammbaum mit Namen, die sämtlich im Tanach vorkommen, soll Judits vornehme Herkunft unterstreichen.
Im Aramäischen Levi-Dokument wird erzählt, dass Levi während der Geburt Meraris im Sterben lag. Der Name Merari wird wegen dieser Geburt in der Todesstunde seines Vaters mit einem den Namen erklärenden Midrasch von dem Verb מרר mrr „bitter sein“ abgeleitet.